# Alamillo
Alamillo è un comune spagnolo di 531 abitanti situato nella comunità autonoma di Castiglia-La Mancia.